# World League di pallavolo 2017
La World League di pallavolo 2017 si è svolta dal 2 giugno all'8 luglio 2017: al torneo hanno partecipato trentasei squadre nazionali e la vittoria finale è andata per la seconda volta alla Francia.

## Regolamento

### Formula
Le squadre, divise in tre gruppi, hanno disputato una prima fase a gironi con formula del girone all'italiana; al termine della prima fase:
- Le prime tre classificate del gruppo 3 e la squadra del paese organizzatore (nel caso in cui sia stata tra le prime tre classificate, si è qualificata la quarta classificata del gruppo 3) hanno acceduto alla fase finale strutturata in semifinali, finale per il terzo posto e finale.
- Le prime tre classificate del gruppo 2 e la squadra del paese organizzatore (nel caso in cui sia stata tra le prime tre classificate, si è qualificata la quarta classificata del gruppo 2) hanno acceduto alla fase finale strutturata in semifinali, finale per il terzo posto e finale.
- Le prime cinque classificate del gruppo 1 e la squadra del paese organizzatore (nel caso in cui sia stata tra le prime cinque classificate, si è qualificata la sesta classificata del gruppo 1) hanno acceduto alla fase finale strutturata con una fase a gironi con formula del girone all'italiana, dove le prime due classificate di ogni girone hanno acceduto alla Final Four, strutturata in semifinali, finale per il terzo posto e finale.

### Criteri di classifica
Se il risultato finale è stato di 3-0 o 3-1 sono stati assegnati 3 punti alla squadra vincente e 0 a quella sconfitta, se il risultato finale è stato di 3-2 sono stati assegnati 2 punti alla squadra vincente e 1 a quella sconfitta.
L'ordine del posizionamento in classifica è stato definito in base a:
- Numero di partite vinte;
- Punti;
- Ratio dei set vinti/persi;
- Ratio dei punti realizzati/subiti;
- Risultati degli scontri diretti.

## Squadre partecipanti
| Squadra       | Qualificazione              | Ultima partecipazione |
| ------------- | --------------------------- | --------------------- |
| Argentina     | 10ª alla World League 2016  | World League 2016     |
| Australia     | 12ª alla World League 2016  | World League 2016     |
| Austria       | 3ª all'European League 2016 | Debutto               |
| Belgio        | 9ª alla World League 2016   | World League 2016     |
| Brasile       | 2ª alla World League 2016   | World League 2016     |
| Bulgaria      | 11ª alla World League 2016  | World League 2016     |
| Canada        | 13ª alla World League 2016  | World League 2016     |
| Cina          | 19ª alla World League 2016  | World League 2016     |
| Corea del Sud | 29ª alla World League 2016  | World League 2016     |
| Egitto        | 20ª alla World League 2016  | World League 2016     |
| Estonia       | 1ª all'European League 2016 | Debutto               |
| Finlandia     | 17ª alla World League 2016  | World League 2016     |
| Francia       | 3ª alla World League 2016   | World League 2016     |
| Germania      | 26ª alla World League 2016  | World League 2016     |
| Giappone      | 24ª alla World League 2016  | World League 2016     |
| Grecia        | 27ª alla World League 2016  | World League 2016     |
| Iran          | 8ª alla World League 2016   | World League 2016     |
| Italia        | 4ª alla World League 2016   | World League 2016     |
| Kazakistan    | 35ª alla World League 2016  | World League 2016     |
| Messico       | 34ª alla World League 2016  | World League 2016     |
| Montenegro    | 29ª alla World League 2016  | World League 2016     |
| Paesi Bassi   | 15ª alla World League 2016  | World League 2016     |
| Polonia       | 5ª alla World League 2016   | World League 2016     |
| Portogallo    | 14ª alla World League 2016  | World League 2016     |
| Qatar         | 31ª alla World League 2016  | World League 2016     |
| Rep. Ceca     | 18ª alla World League 2016  | World League 2016     |
| Russia        | 7ª alla World League 2016   | World League 2016     |
| Serbia        | 1ª alla World League 2016   | World League 2016     |
| Slovacchia    | 21ª alla World League 2016  | World League 2016     |
| Slovenia      | 25ª alla World League 2016  | World League 2016     |
| Spagna        | 32ª alla World League 2016  | World League 2016     |
| Stati Uniti   | 6ª alla World League 2016   | World League 2016     |
| Taipei cinese | 28ª alla World League 2016  | World League 2016     |
| Tunisia       | 33ª alla World League 2016  | World League 2016     |
| Turchia       | 16ª alla World League 2016  | World League 2016     |
| Venezuela     | 30ª alla World League 2016  | World League 2016     |

## Torneo

### Fase a gironi

#### Gruppo 1

##### Primo week-end
| Girone A1 | Girone B1   | Girone C1 |
| --------- | ----------- | --------- |
| Brasile   | Belgio      | Argentina |
| Iran      | Canada      | Bulgaria  |
| Italia    | Serbia      | Francia   |
| Polonia   | Stati Uniti | Russia    |

###### Girone A1
| 2 giugno 2017 Adriatic Arena, Pesaro Durata: 2h:18 - Spettatori: 4 000 | Brasile | 2 - 3 | Polonia | 20-25, 25-20, 25-19, 22-25, 8-15 |
| 2 giugno 2017 Adriatic Arena, Pesaro Durata: 1h:34 - Spettatori: 5 500 | Italia  | 3 - 0 | Iran    | 25-22, 25-23, 25-22              |
| 3 giugno 2017 Adriatic Arena, Pesaro Durata: 1h:52 - Spettatori: 4 500 | Italia  | 1 - 3 | Polonia | 25-21, 17-25, 18-25, 23-25       |
| 3 giugno 2017 Adriatic Arena, Pesaro Durata: 1h:56 - Spettatori: 1 500 | Iran    | 1 - 3 | Brasile | 25-21, 19-25, 22-25, 22-25       |
| 4 giugno 2017 Adriatic Arena, Pesaro Durata: 2h:06 - Spettatori: 7 000 | Italia  | 1 - 3 | Brasile | 15-25, 25-17, 23-25, 22-25       |
| 4 giugno 2017 Adriatic Arena, Pesaro Durata: 2h:03 - Spettatori: 3 200 | Polonia | 1 - 3 | Iran    | 25-18, 23-25, 23-25, 22-25       |

###### Girone B1
| 2 giugno 2017 Centro Sportivo SPENS, Novi Sad Durata: 2h:14 - Spettatori: 500   | Belgio      | 2 - 3 | Canada      | 22-25, 25-19, 24-26, 25-23, 13-15 |
| 2 giugno 2017 Centro Sportivo SPENS, Novi Sad Durata: 1h:52 - Spettatori: 6 500 | Serbia      | 3 - 1 | Stati Uniti | 25-18, 23-25, 25-20, 25-21        |
| 3 giugno 2017 Centro Sportivo SPENS, Novi Sad Durata: 2h:06 - Spettatori: 400   | Canada      | 3 - 2 | Stati Uniti | 23-25, 25-19, 18-25, 25-23, 15-11 |
| 3 giugno 2017 Centro Sportivo SPENS, Novi Sad Durata: 1h:26 - Spettatori: 4 300 | Belgio      | 3 - 0 | Serbia      | 25-20, 25-18, 25-23               |
| 4 giugno 2017 Centro Sportivo SPENS, Novi Sad Durata: 2h:04 - Spettatori: 300   | Stati Uniti | 1 - 3 | Belgio      | 23-25, 16-25, 25-22, 26-28        |
| 4 giugno 2017 Centro Sportivo SPENS, Novi Sad Durata: 1h:54 - Spettatori: 5 200 | Canada      | 1 - 3 | Serbia      | 23-25, 21-25, 25-20, 20-25        |

###### Girone C1
| 2 giugno 2017 Volleyball Center Sankt Peterburg, Kazan' Durata: 1h:20 - Spettatori: 900   | Francia   | 3 - 0 | Bulgaria  | 25-23, 25-15, 25-22               |
| 2 giugno 2017 Volleyball Center Sankt Peterburg, Kazan' Durata: 1h:13 - Spettatori: 4 100 | Russia    | 3 - 0 | Argentina | 25-17, 25-18, 25-19               |
| 3 giugno 2017 Volleyball Center Sankt Peterburg, Kazan' Durata: 2h:08 - Spettatori: 1 200 | Bulgaria  | 2 - 3 | Argentina | 23-25, 25-23, 25-20, 21-25, 12-15 |
| 3 giugno 2017 Volleyball Center Sankt Peterburg, Kazan' Durata: 1h:39 - Spettatori: 5 800 | Russia    | 1 - 3 | Francia   | 13-25, 20-25, 25-22, 21-25        |
| 4 giugno 2017 Volleyball Center Sankt Peterburg, Kazan' Durata: 1h:13 - Spettatori: 900   | Argentina | 0 - 3 | Francia   | 17-25, 25-27, 22-25               |
| 4 giugno 2017 Volleyball Center Sankt Peterburg, Kazan' Durata: 2h:15 - Spettatori: 4 100 | Russia    | 2 - 3 | Bulgaria  | 25-21, 25-15, 22-25, 25-27, 13-15 |

##### Secondo week-end
| Girone D1 | Girone E1 | Girone F1   |
| --------- | --------- | ----------- |
| Argentina | Brasile   | Francia     |
| Belgio    | Bulgaria  | Italia      |
| Iran      | Canada    | Russia      |
| Serbia    | Polonia   | Stati Uniti |

###### Girone D1
| 9 giugno 2017 Palazzetto dello Sport Azadi, Teheran Durata: 1h:19 - Spettatori: 4 750   | Serbia | 3 - 0 | Argentina | 25-18, 25-22, 25-23               |
| 9 giugno 2017 Palazzetto dello Sport Azadi, Teheran Durata: 2h:25 - Spettatori: 11 000  | Iran   | 3 - 2 | Belgio    | 23-25, 25-17, 25-22, 23-25, 15-12 |
| 10 giugno 2017 Palazzetto dello Sport Azadi, Teheran Durata: 2h:16 - Spettatori: 500    | Belgio | 3 - 2 | Argentina | 23-25, 25-20, 25-23, 24-26, 15-6  |
| 10 giugno 2017 Palazzetto dello Sport Azadi, Teheran Durata: 1h:44 - Spettatori: 11 800 | Iran   | 1 - 3 | Serbia    | 20-25, 23-25, 25-16, 16-25        |
| 11 giugno 2017 Palazzetto dello Sport Azadi, Teheran Durata: 1h:23 - Spettatori: 2 100  | Serbia | 3 - 0 | Belgio    | 25-22, 25-18, 25-20               |
| 11 giugno 2017 Palazzetto dello Sport Azadi, Teheran Durata: 2h:24 - Spettatori: 12 000 | Iran   | 3 - 2 | Argentina | 29-27, 25-20, 20-25, 23-25, 15-11 |

###### Girone E1
| 9 giugno 2017 Palazzo della cultura e dello sport, Varna Durata: 2h:00 - Spettatori: 2 500  | Canada   | 1 - 3 | Brasile  | 25-23, 20-25, 22-25, 23-25        |
| 9 giugno 2017 Palazzo della cultura e dello sport, Varna Durata: 2h:19 - Spettatori: 5 500  | Bulgaria | 3 - 2 | Polonia  | 25-16, 20-25, 19-25, 25-23, 16-14 |
| 10 giugno 2017 Palazzo della cultura e dello sport, Varna Durata: 1h:58 - Spettatori: 1 800 | Brasile  | 3 - 1 | Polonia  | 25-21, 25-20, 17-25, 25-19        |
| 10 giugno 2017 Palazzo della cultura e dello sport, Varna Durata: 2h:30 - Spettatori: 5 700 | Canada   | 3 - 1 | Bulgaria | 27-25, 30-28, 21-25, 25-23        |
| 11 giugno 2017 Palazzo della cultura e dello sport, Varna Durata: 2h:02 - Spettatori: 900   | Polonia  | 3 - 1 | Canada   | 25-21, 27-25, 20-25, 25-19        |
| 11 giugno 2017 Palazzo della cultura e dello sport, Varna Durata: 2h:08 - Spettatori: 6 000 | Brasile  | 1 - 3 | Bulgaria | 22-25, 19-25, 25-23, 19-25        |

###### Girone F1
| 9 giugno 2017 Palais des Sports de Pau, Pau Durata: 1h:36 - Spettatori: 1 800  | Italia      | 0 - 3 | Stati Uniti | 22-25, 23-25, 23-25               |
| 9 giugno 2017 Palais des Sports de Pau, Pau Durata: 1h:48 - Spettatori: 3 750  | Francia     | 3 - 1 | Russia      | 25-12, 22-25, 25-21, 25-18        |
| 10 giugno 2017 Palais des Sports de Pau, Pau Durata: 1h:33 - Spettatori: 4 600 | Stati Uniti | 3 - 0 | Russia      | 25-20, 25-22, 25-22               |
| 10 giugno 2017 Palais des Sports de Pau, Pau Durata: 2h:02 - Spettatori: 5 100 | Francia     | 3 - 1 | Italia      | 21-25, 25-21, 25-21, 26-24        |
| 11 giugno 2017 Palais des Sports de Pau, Pau Durata: 2h:36 - Spettatori: 3 200 | Italia      | 2 - 3 | Russia      | 33-31, 23-25, 25-21, 23-25, 10-15 |
| 11 giugno 2017 Palais des Sports de Pau, Pau Durata: 1h:52 - Spettatori: 5 400 | Francia     | 3 - 1 | Stati Uniti | 25-20, 18-25, 25-22, 25-21        |

##### Terzo week-end
| Girone G1 | Girone H1   | Girone I1 |
| --------- | ----------- | --------- |
| Argentina | Iran        | Belgio    |
| Brasile   | Polonia     | Canada    |
| Bulgaria  | Russia      | Francia   |
| Serbia    | Stati Uniti | Italia    |

###### Girone G1
| 16 giugno 2017 Orfeo Superdomo, Córdoba Durata: 1h:19 - Spettatori: 4 200  | Brasile   | 3 - 0 | Bulgaria | 25-15, 25-19, 25-22               |
| 16 giugno 2017 Orfeo Superdomo, Córdoba Durata: 2h:15 - Spettatori: 7 500  | Argentina | 2 - 3 | Serbia   | 22-25, 25-19, 22-25, 30-28, 12-15 |
| 17 giugno 2017 Orfeo Superdomo, Córdoba Durata: 2h:07 - Spettatori: 8 900  | Bulgaria  | 3 - 2 | Serbia   | 25-18, 20-25, 25-23, 24-26, 15-12 |
| 17 giugno 2017 Orfeo Superdomo, Córdoba Durata: 1h:55 - Spettatori: 13 150 | Argentina | 3 - 1 | Brasile  | 19-25, 25-21, 25-22, 25-19        |
| 18 giugno 2017 Orfeo Superdomo, Córdoba Durata: 1h:47 - Spettatori: 4 000  | Serbia    | 1 - 3 | Brasile  | 22-25, 16-25, 25-17, 23-25        |
| 18 giugno 2017 Orfeo Superdomo, Córdoba Durata: 1h:46 - Spettatori: 8 600  | Argentina | 3 - 1 | Bulgaria | 25-16, 25-21, 23-25, 25-19        |

###### Girone H1
| 15 giugno 2017 Spodek, Katowice Durata: 1h:31 - Spettatori: 4 500  | Iran        | 0 - 3 | Stati Uniti | 17-25, 22-25, 28-30               |
| 15 giugno 2017 Spodek, Katowice Durata: 1h:26 - Spettatori: 8 500  | Polonia     | 0 - 3 | Russia      | 22-25, 17-25, 21-25               |
| 17 giugno 2017 Atlas Arena, Łódź Durata: 2h:37 - Spettatori: 5 000 | Stati Uniti | 2 - 3 | Russia      | 29-31, 25-17, 19-25, 29-27, 13-15 |
| 17 giugno 2017 Atlas Arena, Łódź Durata: 1h:15 - Spettatori: 8 000 | Polonia     | 3 - 0 | Iran        | 25-17, 25-18, 25-22               |
| 18 giugno 2017 Atlas Arena, Łódź Durata: 1h:20 - Spettatori: 3 300 | Russia      | 3 - 0 | Iran        | 26-24, 25-18, 25-18               |
| 18 giugno 2017 Atlas Arena, Łódź Durata: 2h:09 - Spettatori: 7 800 | Polonia     | 1 - 3 | Stati Uniti | 31-29, 17-25, 25-27, 20-25        |

###### Girone I1
| 16 giugno 2017 Lotto Arena, Anversa Durata: 2h:13 - Spettatori: 750   | Italia  | 3 - 2 | Francia | 20-25, 25-21, 24-26, 25-20, 16-14 |
| 16 giugno 2017 Lotto Arena, Anversa Durata: 2h:17 - Spettatori: 2 050 | Belgio  | 2 - 3 | Canada  | 23-25, 13-25, 26-24, 25-22, 10-15 |
| 17 giugno 2017 Lotto Arena, Anversa Durata: 1h:18 - Spettatori: 1 500 | Francia | 3 - 0 | Canada  | 25-16, 25-15, 25-21               |
| 17 giugno 2017 Lotto Arena, Anversa Durata: 2h:04 - Spettatori: 3 500 | Italia  | 1 - 3 | Belgio  | 22-25, 24-26, 27-25, 16-25        |
| 18 giugno 2017 Lotto Arena, Anversa Durata: 1h:48 - Spettatori: 1 200 | Canada  | 3 - 1 | Italia  | 20-25, 25-22, 25-14, 25-22        |
| 18 giugno 2017 Lotto Arena, Anversa Durata: 1h:14 - Spettatori: 3 150 | Belgio  | 0 - 3 | Francia | 21-25, 16-25, 16-25               |

##### Classifica
| Pos | Squadra     | Pt | G | V | P | SV | SP | Ratio | PF  | PS  | Ratio |
| --- | ----------- | -- | - | - | - | -- | -- | ----- | --- | --- | ----- |
| 1   | Francia     | 25 | 9 | 8 | 1 | 26 | 7  | 3.714 | 792 | 673 | 1.176 |
| 2   | Brasile     | 19 | 9 | 6 | 3 | 22 | 14 | 1.571 | 817 | 786 | 1.039 |
| 3   | Serbia      | 18 | 9 | 6 | 3 | 21 | 14 | 1.500 | 797 | 767 | 1.039 |
| 4   | Russia      | 14 | 9 | 5 | 4 | 19 | 16 | 1.187 | 787 | 775 | 1.015 |
| 5   | Canada      | 12 | 9 | 5 | 4 | 18 | 20 | 0.900 | 843 | 858 | 0.982 |
| 6   | Stati Uniti | 14 | 9 | 4 | 5 | 19 | 16 | 1.187 | 816 | 804 | 1.014 |
| 7   | Belgio      | 14 | 9 | 4 | 5 | 18 | 19 | 0.947 | 808 | 819 | 0.986 |
| 8   | Polonia     | 12 | 9 | 4 | 5 | 17 | 19 | 0.894 | 806 | 801 | 1.006 |
| 9   | Bulgaria    | 10 | 9 | 4 | 5 | 16 | 22 | 0.727 | 819 | 861 | 0.951 |
| 10  | Argentina   | 11 | 9 | 3 | 6 | 15 | 22 | 0.681 | 800 | 837 | 0.955 |
| 11  | Iran        | 7  | 9 | 3 | 6 | 11 | 23 | 0.478 | 739 | 795 | 0.929 |
| 12  | Italia      | 6  | 9 | 2 | 7 | 13 | 23 | 0.565 | 798 | 846 | 0.943 |

#### Gruppo 2

##### Primo week-end
| Girone A2     | Girone B2  | Girone C2   |
| ------------- | ---------- | ----------- |
| Corea del Sud | Australia  | Cina        |
| Finlandia     | Giappone   | Egitto      |
| Rep. Ceca     | Portogallo | Paesi Bassi |
| Slovenia      | Slovacchia | Turchia     |

###### Girone A2
| 2 giugno 2017 Jangchung Gymnasium, Seul Durata: 1h:56 - Spettatori: 750   | Finlandia     | 1 - 3 | Slovenia  | 22-25, 15-25, 25-22, 23-25        |
| 2 giugno 2017 Jangchung Gymnasium, Seul Durata: 2h:09 - Spettatori: 3 300 | Corea del Sud | 3 - 2 | Rep. Ceca | 25-17, 23-25, 24-26, 25-20, 15-12 |
| 3 giugno 2017 Jangchung Gymnasium, Seul Durata: 1h:57 - Spettatori: 4 150 | Corea del Sud | 1 - 3 | Slovenia  | 23-25, 25-23, 14-25, 23-25        |
| 3 giugno 2017 Jangchung Gymnasium, Seul Durata: 1h:46 - Spettatori: 450   | Rep. Ceca     | 3 - 1 | Finlandia | 16-25, 25-23, 25-22, 25-16        |
| 4 giugno 2017 Jangchung Gymnasium, Seul Durata: 1h:50 - Spettatori: 890   | Slovenia      | 3 - 1 | Rep. Ceca | 25-19, 25-21, 23-25, 25-16        |
| 4 giugno 2017 Jangchung Gymnasium, Seul Durata: 2h:18 - Spettatori: 4 450 | Corea del Sud | 3 - 2 | Finlandia | 24-26, 25-21, 25-23, 22-25, 15-13 |

###### Girone B2
| 2 giugno 2017 Aréna Poprad, Poprad Durata: 2h:04 - Spettatori: 450   | Australia  | 3 - 2 | Portogallo | 21-25, 25-20, 25-18, 22-25, 20-18 |
| 2 giugno 2017 Aréna Poprad, Poprad Durata: 1h:23 - Spettatori: 1 450 | Slovacchia | 3 - 0 | Giappone   | 25-20, 25-20, 27-25               |
| 3 giugno 2017 Aréna Poprad, Poprad Durata: 2h:14 - Spettatori: 530   | Giappone   | 2 - 3 | Portogallo | 21-25, 25-19, 25-21, 24-26, 9-15  |
| 3 giugno 2017 Aréna Poprad, Poprad Durata: 2h:02 - Spettatori: 1 750 | Slovacchia | 3 - 1 | Australia  | 25-22, 21-25, 30-28, 25-22        |
| 4 giugno 2017 Aréna Poprad, Poprad Durata: 1h:39 - Spettatori: 300   | Australia  | 1 - 3 | Giappone   | 18-25, 25-17, 21-25, 22-25        |
| 4 giugno 2017 Aréna Poprad, Poprad Durata: 1h:28 - Spettatori: 1 700 | Slovacchia | 3 - 0 | Portogallo | 25-20, 25-23, 25-19               |

###### Girone C2
| 2 giugno 2017 Başkent Voleybol Salonu, Ankara Durata: 1h:23 - Spettatori: 500   | Paesi Bassi | 3 - 0 | Egitto      | 25-17, 25-23, 27-25               |
| 2 giugno 2017 Başkent Voleybol Salonu, Ankara Durata: 2h:06 - Spettatori: 1 500 | Turchia     | 3 - 2 | Cina        | 25-22, 25-20, 21-25, 24-26, 15-12 |
| 3 giugno 2017 Başkent Voleybol Salonu, Ankara Durata: 1h:56 - Spettatori: 500   | Cina        | 3 - 1 | Paesi Bassi | 29-27, 23-25, 25-22, 25-23        |
| 3 giugno 2017 Başkent Voleybol Salonu, Ankara Durata: 1h:13 - Spettatori: 1 500 | Egitto      | 0 - 3 | Turchia     | 20-25, 20-25, 15-25               |
| 4 giugno 2017 Başkent Voleybol Salonu, Ankara Durata: 2h:23 - Spettatori: 3 500 | Turchia     | 3 - 2 | Paesi Bassi | 25-22, 23-25, 25-18, 24-26, 17-15 |
| 4 giugno 2017 Başkent Voleybol Salonu, Ankara Durata: 1h:16 - Spettatori: 300   | Egitto      | 0 - 3 | Cina        | 18-25, 20-25, 22-25               |

##### Secondo week-end
| Girone D2  | Girone E2     | Girone F2   |
| ---------- | ------------- | ----------- |
| Australia  | Corea del Sud | Egitto      |
| Cina       | Giappone      | Paesi Bassi |
| Finlandia  | Slovenia      | Portogallo  |
| Slovacchia | Turchia       | Rep. Ceca   |

###### Girone D2
| 8 giugno 2017 Hartwall-areena, Helsinki Durata: 1h:11 - Spettatori: 660    | Australia  | 3 - 0 | Cina       | 25-22, 25-13, 25-21        |
| 8 giugno 2017 Hartwall-areena, Helsinki Durata: 1h:16 - Spettatori: 3 344  | Finlandia  | 3 - 0 | Slovacchia | 25-19, 25-19, 25-19        |
| 9 giugno 2017 Hartwall-areena, Helsinki Durata: 1h:24 - Spettatori: 612    | Slovacchia | 0 - 3 | Australia  | 21–25, 19–25, 23–25        |
| 9 giugno 2017 Hartwall-areena, Helsinki Durata: 1h:50 - Spettatori: 6 438  | Finlandia  | 3 - 1 | Cina       | 25-23, 21-25, 25-21, 27-25 |
| 10 giugno 2017 Hartwall-areena, Helsinki Durata: 1h:40 - Spettatori: 1 340 | Cina       | 1 - 3 | Slovacchia | 20-25, 25-17, 12-25, 21-25 |
| 10 giugno 2017 Hartwall-areena, Helsinki Durata: 1h:36 - Spettatori: 7 723 | Finlandia  | 1 - 3 | Australia  | 21-25, 25-14, 21-25, 19-25 |

###### Girone E2
| 9 giugno 2017 Takasaki Arena, Takasaki Durata: 2h:01 - Spettatori: 2 300  | Slovenia | 3 - 2 | Corea del Sud | 25-20, 23-25, 25-13, 24-26, 15-12 |
| 9 giugno 2017 Takasaki Arena, Takasaki Durata: 1h:48 - Spettatori: 5 600  | Giappone | 3 - 1 | Turchia       | 25-15, 26-24, 25-27, 25-16        |
| 10 giugno 2017 Takasaki Arena, Takasaki Durata: 2h:00 - Spettatori: 4 300 | Turchia  | 2 - 3 | Corea del Sud | 23-25, 20-25, 25-20, 25-17, 12-15 |
| 10 giugno 2017 Takasaki Arena, Takasaki Durata: 2h:13 - Spettatori: 6 500 | Giappone | 3 - 2 | Slovenia      | 25-22, 17-25, 25-18, 22-25, 17-15 |
| 11 giugno 2017 Takasaki Arena, Takasaki Durata: 2h:01 - Spettatori: 3 800 | Slovenia | 3 - 1 | Turchia       | 25-23, 25-22, 26-28, 25-21        |
| 11 giugno 2017 Takasaki Arena, Takasaki Durata: 1h:11 - Spettatori: 6 500 | Giappone | 3 - 0 | Corea del Sud | 25-18, 25-18, 25-20               |

###### Girone F2
| 9 giugno 2017 Budvar Aréna, České Budějovice Durata: 1h:42 - Spettatori: 150    | Paesi Bassi | 3 - 1 | Portogallo  | 22-25, 25-22, 25-23, 25-18        |
| 9 giugno 2017 Budvar Aréna, České Budějovice Durata: 2h:07 - Spettatori: 1 300  | Rep. Ceca   | 3 - 2 | Egitto      | 22-25, 25-21, 23-25, 25-23, 16-14 |
| 10 giugno 2017 Budvar Aréna, České Budějovice Durata: 1h:58 - Spettatori: 200   | Portogallo  | 2 - 3 | Egitto      | 16-25, 17-25, 25-19, 25-21, 17-19 |
| 10 giugno 2017 Budvar Aréna, České Budějovice Durata: 1h:08 - Spettatori: 3 080 | Paesi Bassi | 3 - 0 | Rep. Ceca   | 25-19, 25-15, 25-15               |
| 11 giugno 2017 Budvar Aréna, České Budějovice Durata: 1h:44 - Spettatori: 100   | Egitto      | 3 - 2 | Paesi Bassi | 25-17, 25-19, 11-25, 18-25, 10-15 |
| 11 giugno 2017 Budvar Aréna, České Budějovice Durata: 1h:18 - Spettatori: 2 000 | Rep. Ceca   | 3 - 0 | Portogallo  | 25-21, 25-21, 25-16               |

##### Terzo week-end
| Girone G2 | Girone H2  | Girone I2     |
| --------- | ---------- | ------------- |
| Australia | Egitto     | Corea del Sud |
| Cina      | Finlandia  | Paesi Bassi   |
| Giappone  | Portogallo | Rep. Ceca     |
| Turchia   | Slovenia   | Slovacchia    |

###### Girone G2
| 16 giugno 2017 Kunshan Stadium, Kunshan Durata: 2h:01 - Spettatori: 1 156 | Australia | 3 - 2 | Giappone  | 29-27, 18-25, 24-26, 25-21, 15-9  |
| 16 giugno 2017 Kunshan Stadium, Kunshan Durata: 1h:45 - Spettatori: 3 347 | Cina      | 3 - 0 | Turchia   | 43-41, 26-24, 25-21               |
| 17 giugno 2017 Kunshan Stadium, Kunshan Durata: 1h:56 - Spettatori: 1 620 | Giappone  | 3 - 2 | Turchia   | 22-25, 25-12, 22-25, 25-19, 15-12 |
| 17 giugno 2017 Kunshan Stadium, Kunshan Durata: 1h:38 - Spettatori: 3 321 | Cina      | 3 - 1 | Australia | 17-25, 25-19, 25-23, 25-17        |
| 18 giugno 2017 Kunshan Stadium, Kunshan Durata: 1h:34 - Spettatori: 1 616 | Turchia   | 1 - 3 | Australia | 24-26, 25-20, 21-25, 19-25        |
| 18 giugno 2017 Kunshan Stadium, Kunshan Durata: 2h:02 - Spettatori: 3 430 | Cina      | 3 - 2 | Giappone  | 20-25, 28-26, 17-25, 25-22, 17-15 |

###### Girone H2
| 16 giugno 2017 Cairo Stadium Complex, Il Cairo Durata: 1h:42 - Spettatori: 80    | Portogallo | 3 - 1 | Finlandia  | 20-25, 25-22, 25-19, 25-22 |
| 16 giugno 2017 Cairo Stadium Complex, Il Cairo Durata: 1h:56 - Spettatori: 1 400 | Egitto     | 0 - 3 | Slovenia   | 23-25, 37-39, 23-25        |
| 17 giugno 2017 Cairo Stadium Complex, Il Cairo Durata: 1h:28 - Spettatori: 50    | Finlandia  | 0 - 3 | Slovenia   | 21-25, 23-25, 22-25        |
| 17 giugno 2017 Cairo Stadium Complex, Il Cairo Durata: 1h:50 - Spettatori: 1 200 | Egitto     | 1 - 3 | Portogallo | 25-22, 17-25, 15-25, 21-25 |
| 18 giugno 2017 Cairo Stadium Complex, Il Cairo Durata: 1h:44 - Spettatori: 40    | Slovenia   | 3 - 1 | Portogallo | 25-16, 25-21, 23-25, 25-19 |
| 18 giugno 2017 Cairo Stadium Complex, Il Cairo Durata: 1h:49 - Spettatori: 1 300 | Egitto     | 1 - 3 | Finlandia  | 22-25, 13-25, 25-18, 22-25 |

###### Girone I2
| 16 giugno 2017 Topsportcentrum Rotterdam, Rotterdam Durata: 1h:12 - Spettatori: 1 100 | Corea del Sud | 0 - 3 | Paesi Bassi   | 21-25, 16-25, 16-25              |
| 16 giugno 2017 Topsportcentrum Rotterdam, Rotterdam Durata: 1h:20 - Spettatori: 250   | Slovacchia    | 0 - 3 | Rep. Ceca     | 16-25, 23-25, 17-25              |
| 17 giugno 2017 Topsportcentrum Rotterdam, Rotterdam Durata: 1h:23 - Spettatori: 1 900 | Paesi Bassi   | 3 - 0 | Slovenia      | 25-21, 25-23, 25-15              |
| 17 giugno 2017 Topsportcentrum Rotterdam, Rotterdam Durata: 1h:26 - Spettatori: 400   | Rep. Ceca     | 0 - 3 | Corea del Sud | 18-25, 25-27, 21-25              |
| 18 giugno 2017 Topsportcentrum Rotterdam, Rotterdam Durata: 1h:57 - Spettatori: 500   | Corea del Sud | 3 - 2 | Slovenia      | 25-18, 18-25, 25-18, 20-25, 15-7 |
| 18 giugno 2017 Topsportcentrum Rotterdam, Rotterdam Durata: 1h:55 - Spettatori: 1 800 | Paesi Bassi   | 3 - 1 | Rep. Ceca     | 26-28, 25-17, 25-21, 25-13       |

##### Classifica
| Pos | Squadra       | Pt | G | V | P | SV | SP | Ratio | PF  | PS  | Ratio |
| --- | ------------- | -- | - | - | - | -- | -- | ----- | --- | --- | ----- |
| 1   | Slovenia      | 24 | 9 | 8 | 1 | 26 | 10 | 2.600 | 873 | 778 | 1.122 |
| 2   | Paesi Bassi   | 21 | 9 | 7 | 2 | 24 | 10 | 2.400 | 804 | 698 | 1.151 |
| 3   | Australia     | 16 | 9 | 6 | 3 | 21 | 15 | 1.400 | 826 | 793 | 1.041 |
| 4   | Giappone      | 16 | 9 | 5 | 4 | 21 | 18 | 1.166 | 873 | 823 | 1.060 |
| 5   | Cina          | 15 | 9 | 5 | 4 | 19 | 16 | 1.187 | 803 | 815 | 0.985 |
| 6   | Corea del Sud | 12 | 9 | 5 | 4 | 18 | 20 | 0.900 | 796 | 829 | 0.960 |
| 7   | Slovacchia    | 13 | 9 | 4 | 5 | 14 | 17 | 0.823 | 673 | 705 | 0.954 |
| 8   | Rep. Ceca     | 12 | 9 | 4 | 5 | 16 | 18 | 0.888 | 724 | 771 | 0.939 |
| 9   | Finlandia     | 10 | 9 | 3 | 6 | 15 | 20 | 0.750 | 785 | 791 | 0.992 |
| 10  | Portogallo    | 10 | 9 | 3 | 6 | 15 | 22 | 0.681 | 793 | 837 | 0.947 |
| 11  | Turchia       | 9  | 9 | 3 | 6 | 16 | 22 | 0.727 | 848 | 869 | 0.975 |
| 12  | Egitto        | 4  | 9 | 1 | 8 | 9  | 26 | 0.346 | 729 | 818 | 0.891 |

#### Gruppo 3

##### Primo week-end
| Girone A3 | Girone B3     | Girone C3  |
| --------- | ------------- | ---------- |
| Grecia    | Estonia       | Austria    |
| Messico   | Montenegro    | Germania   |
| Qatar     | Taipei cinese | Kazakistan |
| Spagna    | Tunisia       | Venezuela  |

###### Girone A3
| 2 giugno 2017 Pabellón del Valle de Hebrón, Barcellona Durata: 1h:24 - Spettatori: 1 000 | Qatar  | 3 - 0 | Grecia  | 25-20, 25-23, 25-21        |
| 2 giugno 2017 Pabellón del Valle de Hebrón, Barcellona Durata: 1h:23 - Spettatori: 2 500 | Spagna | 3 - 0 | Messico | 25-23, 25-23, 25-21        |
| 3 giugno 2017 Pabellón del Valle de Hebrón, Barcellona Durata: 1h:45 - Spettatori: 500   | Grecia | 1 - 3 | Messico | 19-25, 22-25, 25-23, 21-25 |
| 3 giugno 2017 Pabellón del Valle de Hebrón, Barcellona Durata: 1h:45 - Spettatori: 3 000 | Spagna | 3 - 1 | Qatar   | 25-21, 21-25, 25-15, 25-13 |
| 4 giugno 2017 Pabellón del Valle de Hebrón, Barcellona Durata: 1h:23 - Spettatori: 500   | Qatar  | 0 - 3 | Messico | 17-25, 25-27, 21-25        |
| 4 giugno 2017 Pabellón del Valle de Hebrón, Barcellona Durata: 1h:55 - Spettatori: 3 000 | Spagna | 3 - 1 | Grecia  | 25-21, 22-25, 25-23, 25-23 |

###### Girone B3
| 2 giugno 2017 Sportska Dvorana Nikoljac, Bijelo Polje Durata: 2h:02 - Spettatori: 100 | Taipei cinese | 2 - 3 | Estonia       | 25-23, 24-26, 17-25, 25-20, 12-15 |
| 2 giugno 2017 Sportska Dvorana Nikoljac, Bijelo Polje Durata: 1h:52 - Spettatori: 560 | Montenegro    | 3 - 2 | Tunisia       | 18-25, 25-15, 25-19, 25-27, 15-9  |
| 3 giugno 2017 Sportska Dvorana Nikoljac, Bijelo Polje Durata: 1h:39 - Spettatori: 70  | Estonia       | 1 - 3 | Tunisia       | 25-18, 17-25, 21-25, 21-25        |
| 3 giugno 2017 Sportska Dvorana Nikoljac, Bijelo Polje Durata: 1h:41 - Spettatori: 200 | Taipei cinese | 1 - 3 | Montenegro    | 22-25, 14-25, 25-22, 24-26        |
| 4 giugno 2017 Sportska Dvorana Nikoljac, Bijelo Polje Durata: 1h:31 - Spettatori: 55  | Tunisia       | 3 - 1 | Taipei cinese | 19-25, 25-19, 25-21, 25-15        |
| 4 giugno 2017 Sportska Dvorana Nikoljac, Bijelo Polje Durata: 1h:02 - Spettatori: 200 | Montenegro    | 0 - 3 | Estonia       | 18-25, 16-25, 13-25               |

###### Girone C3
| 2 giugno 2017 Fraport Arena, Francoforte Durata: 0 - Spettatori: 0         | Venezuela  | 0 - 3 | Austria    | 0-25, 0-25, 0-25           |
| 2 giugno 2017 Fraport Arena, Francoforte Durata: 1h:10 - Spettatori: 1 052 | Kazakistan | 0 - 3 | Germania   | 17-25, 16-25, 22-25        |
| 3 giugno 2017 Fraport Arena, Francoforte Durata: 1h:56 - Spettatori: 500   | Kazakistan | 1 - 3 | Venezuela  | 21-25, 19-25, 25-23, 22-25 |
| 3 giugno 2017 Fraport Arena, Francoforte Durata: 1h:56 - Spettatori: 1 500 | Austria    | 1 - 3 | Germania   | 25-22, 16-25, 23-25, 23-25 |
| 4 giugno 2017 Fraport Arena, Francoforte Durata: 1h:41 - Spettatori: 500   | Austria    | 3 - 1 | Kazakistan | 25-22, 21-25, 25-11, 25-17 |
| 4 giugno 2017 Fraport Arena, Francoforte Durata: 1h:42 - Spettatori: 1 617 | Germania   | 3 - 1 | Venezuela  | 25-15, 25-19, 22-25, 25-14 |

##### Secondo week-end
| Girone D3 | Girone E3     | Girone F3 |
| --------- | ------------- | --------- |
| Estonia   | Kazakistan    | Austria   |
| Grecia    | Montenegro    | Germania  |
| Qatar     | Taipei cinese | Messico   |
| Venezuela | Tunisia       | Spagna    |

###### Girone D3
| 9 giugno 2017 Kalevi spordihall, Tallinn Durata: 1h:26 - Spettatori: 100    | Venezuela | 3 - 0 | Grecia    | 25-20, 29-27, 25-16               |
| 9 giugno 2017 Kalevi spordihall, Tallinn Durata: 1h:13 - Spettatori: 1 110  | Estonia   | 3 - 0 | Qatar     | 25-16, 25-15, 25-20               |
| 10 giugno 2017 Kalevi spordihall, Tallinn Durata: 1h:28 - Spettatori: 55    | Grecia    | 0 - 3 | Qatar     | 23-25, 21-25, 27-29               |
| 10 giugno 2017 Kalevi spordihall, Tallinn Durata: 1h:16 - Spettatori: 935   | Venezuela | 0 - 3 | Estonia   | 21-25, 16-25, 19-25               |
| 11 giugno 2017 Kalevi spordihall, Tallinn Durata: 2h:06 - Spettatori: 60    | Qatar     | 3 - 1 | Venezuela | 27-29, 25-16, 45-43, 25-13        |
| 11 giugno 2017 Kalevi spordihall, Tallinn Durata: 2h:04 - Spettatori: 1 045 | Estonia   | 2 - 3 | Grecia    | 13-25, 25-21, 25-22, 17-25, 11-15 |

###### Girone E3
| 9 giugno 2017 Palais des sports d'El Menzah, Tunisi Durata: 1h:36 - Spettatori: 100  | Montenegro | 1 - 3 | Taipei cinese | 22-25, 21-25, 25-18, 17-25        |
| 9 giugno 2017 Palais des sports d'El Menzah, Tunisi Durata: 1h:45 - Spettatori: 600  | Tunisia    | 1 - 3 | Kazakistan    | 25-13, 28-30, 21-25, 21-25        |
| 10 giugno 2017 Palais des sports d'El Menzah, Tunisi Durata: 1h:39 - Spettatori: 50  | Montenegro | 3 - 0 | Kazakistan    | 25-16, 25-17, 25-19               |
| 10 giugno 2017 Palais des sports d'El Menzah, Tunisi Durata: 2h:07 - Spettatori: 900 | Tunisia    | 3 - 2 | Taipei cinese | 25-23, 23-25, 25-17, 20-25, 15-12 |
| 11 giugno 2017 Palais des sports d'El Menzah, Tunisi Durata: 1h:44 - Spettatori: 50  | Kazakistan | 1 - 3 | Taipei cinese | 23-25, 25-17, 21-25, 21-25        |
| 11 giugno 2017 Palais des sports d'El Menzah, Tunisi Durata: 2h:00 - Spettatori: 600 | Tunisia    | 3 - 2 | Montenegro    | 25-20, 25-17, 23-25, 23-25, 15-7  |

###### Girone F3
| 9 giugno 2017 TipsArena Linz, Linz Durata: 2h:02 - Spettatori: 1 800  | Messico  | 2 - 3 | Spagna   | 25-23, 18-25, 25-21, 19-25, 9-15  |
| 9 giugno 2017 TipsArena Linz, Linz Durata: 2h:04 - Spettatori: 2 900  | Austria  | 3 - 1 | Germania | 25-20, 27-29, 30-28, 25-23        |
| 10 giugno 2017 TipsArena Linz, Linz Durata: 1h:22 - Spettatori: 600   | Spagna   | 0 - 3 | Germania | 26-28, 15-25, 19-25               |
| 10 giugno 2017 TipsArena Linz, Linz Durata: 2h:01 - Spettatori: 1 450 | Messico  | 2 - 3 | Austria  | 25-21, 20-25, 25-18, 22-25, 12-15 |
| 11 giugno 2017 TipsArena Linz, Linz Durata: 1h:13 - Spettatori: 350   | Germania | 3 - 0 | Messico  | 25-17, 25-22, 25-17               |
| 11 giugno 2017 TipsArena Linz, Linz Durata: 1h:22 - Spettatori: 700   | Austria  | 0 - 3 | Spagna   | 21-25, 19-25, 27-29               |

##### Classifica
| Pos | Squadra       | Pt | G | V | P | SV | SP | Ratio | PF  | PS  | Ratio |
| --- | ------------- | -- | - | - | - | -- | -- | ----- | --- | --- | ----- |
| 1   | Germania      | 15 | 6 | 5 | 1 | 16 | 5  | 3.200 | 522 | 439 | 1.189 |
| 2   | Spagna        | 14 | 6 | 5 | 1 | 15 | 7  | 2.142 | 516 | 474 | 1.088 |
| 3   | Estonia       | 13 | 6 | 5 | 1 | 16 | 7  | 2.285 | 526 | 441 | 1.192 |
| 4   | Austria       | 11 | 6 | 4 | 2 | 13 | 10 | 1.300 | 536 | 455 | 1.178 |
| 5   | Tunisia       | 11 | 6 | 4 | 2 | 15 | 12 | 1.250 | 596 | 561 | 1.062 |
| 6   | Montenegro    | 9  | 6 | 3 | 3 | 12 | 12 | 1.000 | 507 | 511 | 0.992 |
| 7   | Qatar         | 9  | 6 | 3 | 3 | 10 | 10 | 1.000 | 464 | 484 | 0.958 |
| 8   | Taipei cinese | 8  | 6 | 2 | 4 | 12 | 14 | 0.857 | 555 | 584 | 0.950 |
| 9   | Messico       | 8  | 6 | 2 | 4 | 10 | 13 | 0.769 | 498 | 513 | 0.970 |
| 10  | Venezuela     | 6  | 6 | 2 | 4 | 8  | 13 | 0.615 | 408 | 519 | 0.786 |
| 11  | Qatar         | 3  | 6 | 1 | 5 | 6  | 16 | 0.375 | 452 | 531 | 0.851 |
| 12  | Grecia        | 1  | 6 | 0 | 6 | 4  | 18 | 0.222 | 468 | 536 | 0.873 |

### Fase finale

#### Gruppo 1

##### Fase a gironi
| Girone J1 | Girone K1   |
| --------- | ----------- |
| Brasile   | Francia     |
| Canada    | Serbia      |
| Russia    | Stati Uniti |

###### Girone J1 - Risultati
| 4 luglio 2017 Estádio Joaquim Américo Guimarães, Curitiba Durata: 1h:54 - Spettatori: 9 800  | Brasile | 3 - 1 | Canada | 25-21, 17-25, 25-19, 25-19        |
| 5 luglio 2017 Estádio Joaquim Américo Guimarães, Curitiba Durata: 1h:27 - Spettatori: 8 896  | Russia  | 0 - 3 | Canada | 23-25, 27-29, 17-25               |
| 6 luglio 2017 Estádio Joaquim Américo Guimarães, Curitiba Durata: 2h:12 - Spettatori: 14 390 | Brasile | 3 - 2 | Russia | 25-18, 18-25, 25-19, 22-25, 16-14 |

###### Girone J1 - Classifica
| Pos | Squadra | Pt | G | V | P | SV | SP | Ratio | PF  | PS  | Ratio |
| --- | ------- | -- | - | - | - | -- | -- | ----- | --- | --- | ----- |
| 1   | Brasile | 5  | 2 | 2 | 0 | 6  | 3  | 2.000 | 198 | 185 | 1.070 |
| 2   | Canada  | 3  | 2 | 1 | 1 | 4  | 3  | 1.333 | 163 | 159 | 1.025 |
| 3   | Russia  | 1  | 2 | 0 | 2 | 2  | 6  | 0.333 | 168 | 185 | 0.908 |

###### Girone K1 - Risultati
| 4 luglio 2017 Estádio Joaquim Américo Guimarães, Curitiba Durata: 2h:07 - Spettatori: 5 000  | Francia | 3 - 2 | Stati Uniti | 27-25, 20-25, 26-24, 17-25, 15-12 |
| 5 luglio 2017 Estádio Joaquim Américo Guimarães, Curitiba Durata: 2h:00 - Spettatori: 10 012 | Serbia  | 1 - 3 | Stati Uniti | 22-25, 23-25, 25-19, 22-25        |
| 6 luglio 2017 Estádio Joaquim Américo Guimarães, Curitiba Durata: 1h:55 - Spettatori: 7 000  | Francia | 3 - 2 | Serbia      | 25-21, 25-20, 17-25, 18-25, 15-11 |

###### Girone K1 - Classifica
| Pos | Squadra     | Pt | G | V | P | SV | SP | Ratio | PF  | PS  | Ratio |
| --- | ----------- | -- | - | - | - | -- | -- | ----- | --- | --- | ----- |
| 1   | Francia     | 4  | 2 | 2 | 0 | 6  | 4  | 1.500 | 205 | 213 | 0.962 |
| 2   | Stati Uniti | 4  | 2 | 1 | 1 | 5  | 4  | 1.250 | 205 | 197 | 1.040 |
| 3   | Serbia      | 1  | 2 | 0 | 2 | 3  | 6  | 0.500 | 194 | 194 | 1.000 |

##### Final Four
|  | Semifinali  | Semifinali  | Semifinali |         |         | Finale      | Finale      | Finale   |  |
|  |             |             |            |         |         |             |             |          |  |
|  | Brasile     | Brasile     | 3          |         |         |             |             |          |  |
|  | Brasile     | Brasile     | 3          |         |         |             |             |          |  |
|  | Stati Uniti | Stati Uniti | 1          |         |         |             |             |          |  |
|  | Stati Uniti | Stati Uniti | 1          |         | Brasile | Brasile     | 2           |          |  |
|  |             |             |            |         | Brasile | Brasile     | 2           |          |  |
|  |             |             | Francia    | Francia | 3       |             |             |          |  |
|  | Francia     | Francia     | Francia    | Francia | 3       | 3           |             |          |  |
|  | Francia     | Francia     |            |         |         | 3           |             |          |  |
|  | Canada      | Canada      | 1          |         |         | 3º posto    | 3º posto    | 3º posto |  |
|  | Canada      | Canada      | 1          |         |         |             |             |          |  |
|  |             |             |            |         |         |             |             |          |  |
|  |             |             |            |         |         | Stati Uniti | Stati Uniti | 1        |  |
|  |             |             |            |         |         | Stati Uniti | Stati Uniti | 1        |  |
|  |             |             |            |         |         | Canada      | Canada      | 3        |  |

###### Semifinali
| 7 luglio 2017 Estádio Joaquim Américo Guimarães, Curitiba Durata: 1h:56 - Spettatori: 9 582 | Brasile | 3 - 1 | Stati Uniti | 25-20, 23-25, 25-20, 25-19 |
| 7 luglio 2017 Estádio Joaquim Américo Guimarães, Curitiba Durata: 1h:44 - Spettatori: 6 736 | Francia | 3 - 1 | Canada      | 25-19, 22-25, 25-19, 25-21 |

###### Finale 3º posto
| 8 luglio 2017 Estádio Joaquim Américo Guimarães, Curitiba Durata: 1h:51 - Spettatori: 17 000 | Stati Uniti | 1 - 3 | Canada | 25–18, 20–25, 22–25, 21–25 |

###### Finale
| 8 luglio 2017 Estádio Joaquim Américo Guimarães, Curitiba Durata: 2h:04 - Spettatori: 23 149 | Brasile | 2 - 3 | Francia | 25–21, 15–25, 23–25, 25–19, 13–15 |

#### Gruppo 2
|  | Semifinali  | Semifinali  | Semifinali |          |          | Finale      | Finale      | Finale   |  |
|  |             |             |            |          |          |             |             |          |  |
|  | Slovenia    | Slovenia    | 3          |          |          |             |             |          |  |
|  | Slovenia    | Slovenia    | 3          |          |          |             |             |          |  |
|  | Paesi Bassi | Paesi Bassi | 0          |          |          |             |             |          |  |
|  | Paesi Bassi | Paesi Bassi | 0          |          | Slovenia | Slovenia    | 3           |          |  |
|  |             |             |            |          | Slovenia | Slovenia    | 3           |          |  |
|  |             |             | Giappone   | Giappone | 0        |             |             |          |  |
|  | Australia   | Australia   | Giappone   | Giappone | 0        | 2           |             |          |  |
|  | Australia   | Australia   |            |          |          | 2           |             |          |  |
|  | Giappone    | Giappone    | 3          |          |          | 3º posto    | 3º posto    | 3º posto |  |
|  | Giappone    | Giappone    | 3          |          |          |             |             |          |  |
|  |             |             |            |          |          |             |             |          |  |
|  |             |             |            |          |          | Paesi Bassi | Paesi Bassi | 0        |  |
|  |             |             |            |          |          | Paesi Bassi | Paesi Bassi | 0        |  |
|  |             |             |            |          |          | Australia   | Australia   | 3        |  |

##### Semifinali
| 24 giugno 2017 Carrara Indoor Stadium, Gold Coast Durata: 1h:31 - Spettatori: 1 500 | Slovenia  | 3 - 0 | Paesi Bassi | 25-15, 32-30, 25-20               |
| 24 giugno 2017 Carrara Indoor Stadium, Gold Coast Durata: 2h:06 - Spettatori: 2 500 | Australia | 2 - 3 | Giappone    | 25-23, 18-25, 23-25, 25-22, 16-18 |

##### Finale 3º posto
| 25 giugno 2017 Carrara Indoor Stadium, Gold Coast Durata: 1h:32 - Spettatori: 2 800 | Paesi Bassi | 0 - 3 | Australia | 27-29, 19-25, 26-28 |

##### Finale
| 25 giugno 2017 Carrara Indoor Stadium, Gold Coast Durata: 1h:19 - Spettatori: 2 500 | Slovenia | 3 - 0 | Giappone | 25-17, 26-24, 25-17 |

#### Gruppo 3
|  | Semifinali | Semifinali | Semifinali |         |        | Finale   | Finale   | Finale   |  |
|  |            |            |            |         |        |          |          |          |  |
|  | Germania   | Germania   | 0          |         |        |          |          |          |  |
|  | Germania   | Germania   | 0          |         |        |          |          |          |  |
|  | Spagna     | Spagna     | 3          |         |        |          |          |          |  |
|  | Spagna     | Spagna     | 3          |         | Spagna | Spagna   | 0        |          |  |
|  |            |            |            |         | Spagna | Spagna   | 0        |          |  |
|  |            |            | Estonia    | Estonia | 3      |          |          |          |  |
|  | Messico    | Messico    | Estonia    | Estonia | 3      | 0        |          |          |  |
|  | Messico    | Messico    |            |         |        | 0        |          |          |  |
|  | Estonia    | Estonia    | 3          |         |        | 3º posto | 3º posto | 3º posto |  |
|  | Estonia    | Estonia    | 3          |         |        |          |          |          |  |
|  |            |            |            |         |        |          |          |          |  |
|  |            |            |            |         |        | Germania | Germania | 3        |  |
|  |            |            |            |         |        | Germania | Germania | 3        |  |
|  |            |            |            |         |        | Messico  | Messico  | 0        |  |

##### Semifinali
| 17 giugno 2017 Domo de la Feria, León Durata: 1h:20 - Spettatori: 1 500 | Germania | 0 - 3 | Spagna  | 24-26, 18-25, 22-25 |
| 17 giugno 2017 Domo de la Feria, León Durata: 1h:19 - Spettatori: 2 200 | Messico  | 0 - 3 | Estonia | 22-25, 13-25, 20-25 |

##### Finale 3º posto
| 18 giugno 2017 Domo de la Feria, León Durata: 1h:16 - Spettatori: 2 300 | Germania | 3 - 0 | Messico | 25-19, 25-19, 26-24 |

##### Finale
| 18 giugno 2017 Domo de la Feria, León Durata: 1h:13 - Spettatori: 2 300 | Spagna | 0 - 3 | Estonia | 22-25, 16-25, 21-25 |

## Podio

### Campione
Formazione: 2 Jenia Grebennikov, 5 Trévor Clévenot, 6 Benjamin Toniutti, 8 Julien Lyneel, 9 Earvin N'Gapeth, 10 Kévin Le Roux, 11 Antoine Brizard, 12 Stéphen Boyer, 14 Nicolas Le Goff, 16 Daryl Bultor, 17 Guillaume Quesque, 18 Thibault Rossard, 20 Nicolas Rossard, 21 Barthélémy Chinenyeze, CT: Laurent Tillie

### Secondo posto
Formazione: 1 Bruno de Rezende, 3 Éder Carbonera, 4 Wallace de Souza, 5 Lucas Lóh, 6 Tiago Brendle, 8 Thales Hoss, 9 Raphael de Oliveira, 10 Otávio Pinto, 11 Rodrigo Leão, 13 Maurício de Souza, 16 Lucas Saatkamp, 18 Ricardo Lucarelli, 19 Maurício Silva, 20 Renan Buiatti, CT: Renan Dal Zotto

### Terzo posto
Formazione: 1 Tyler Sanders, 2 John Perrin, 3 Steven Marshall, 4 Nicholas Hoag, 7 Stephen Maar, 9 Jason DeRocco, 10 Sharone Vernon-Evans, 11 Daniel Jansen VanDoorn, 12 Lucas Van Berkel, 13 Ryley Barnes, 17 Graham Vigrass, 19 Blair Bann, 20 Arthur Szwarc, 21 Brett Walsh, CT: Stéphane Antiga

## Classifica finale
| Pos | Squadre       |
| --- | ------------- |
|     | Francia       |
|     | Brasile       |
|     | Canada        |
| 4   | Stati Uniti   |
| 5   | Russia        |
| 5   | Serbia        |
| 7   | Belgio        |
| 8   | Polonia       |
| 9   | Bulgaria      |
| 10  | Argentina     |
| 11  | Iran          |
| 12  | Italia        |
| 13  | Slovenia      |
| 14  | Giappone      |
| 15  | Australia     |
| 16  | Paesi Bassi   |
| 17  | Cina          |
| 18  | Corea del Sud |
| 19  | Slovacchia    |
| 20  | Rep. Ceca     |
| 21  | Finlandia     |
| 22  | Portogallo    |
| 23  | Turchia       |
| 24  | Egitto        |
| 25  | Estonia       |
| 26  | Spagna        |
| 27  | Germania      |
| 28  | Messico       |
| 29  | Austria       |
| 30  | Tunisia       |
| 31  | Montenegro    |
| 32  | Qatar         |
| 33  | Taipei cinese |
| 34  | Venezuela     |
| 35  | Kazakistan    |
| 36  | Grecia        |

## Premi individuali
| Premio                | Nome              | Squadra |
| --------------------- | ----------------- | ------- |
| MVP                   | Earvin N'Gapeth   | Francia |
| Miglior palleggiatore | Benjamin Toniutti | Francia |
| Miglior opposto       | Wallace de Souza  | Brasile |
| Miglior schiacciatore | Ricardo Lucarelli | Brasile |
| Miglior schiacciatore | Earvin N'Gapeth   | Francia |
| Miglior centrale      | Graham Vigrass    | Canada  |
| Miglior centrale      | Kévin Le Roux     | Francia |
| Miglior libero        | Blair Bann        | Canada  |